# Glenea spinosipennis
Glenea spinosipennis là một loài bọ cánh cứng trong họ Cerambycidae.